# Ligyrus villosus
Ligyrus villosus är en skalbaggsart som beskrevs av Hermann Burmeister 1847. Ligyrus villosus ingår i släktet Ligyrus och familjen Dynastidae. Inga underarter finns listade i Catalogue of Life.